# Kerstin Engelhardt-Blum
Kerstin Engelhardt-Blum (* 17. Juli 1971 in Nürnberg) ist eine deutsche Juristin. Seit 2022 ist sie Regierungspräsidentin des bayerischen Regierungsbezirks Mittelfranken.

## Leben
Kerstin Engelhardt-Blum studierte Rechtswissenschaften in Erlangen und legte die erste juristische Staatsprüfung 1995 ab. Ihre Referendarzeit verbrachte sie in Nürnberg und Ansbach. Sie promovierte 2002 an der Universität Augsburg mit einer Arbeit, deren Schwerpunkt im europäischen Umweltrecht lag. Nach Stationen als stellvertretende Amtsleiterin beim Rechtsamt Fürth und als Referentin im Sachgebiet „Fachübergreifendes Umweltrecht“ des Bayerischen Staatsministeriums für Landesentwicklung und Umweltfragen wurde sie im Oktober 2002 Leiterin der Abteilung „Öffentliche Sicherheit und Ordnung“ im Landratsamt Roth. Im Jahr 2013 ging sie als Richterin kraft Auftrags an das Bayerische Verwaltungsgericht in Ansbach und wurde 2014 in das Richterverhältnis auf Lebenszeit berufen. 2017 wurde sie Vorsitzende Richterin des Verwaltungsgerichts Ansbach. Am 1. März 2019 wurde sie Regierungsvizepräsidentin bei der Regierung von Mittelfranken und schließlich am 1. Oktober 2022 Regierungspräsidentin.